# 김상옥로
김상옥로(金相玉路, Gimsangok-ro)는 서울특별시 종로구 인의동 101-8에서 종로6가 28-1까지를 잇는 도로이다. 도로 명칭의 유래는 의열단에서 활동한 독립운동가 김상옥의 이름을 따온 것이다.

## 연혁
- 2010년 7월 2일 : 종로구 도로명 주소 고시

## 주요 경유지
서울특별시
- 종로구 (인의동 - 연지동 - 효제동 - 충신동 - 종로6가)

## 노선
| 교차로          | 접속 노선       | 소재지          | 소재지          | 비고             |
| 동순라길과 직결 | 동순라길과 직결 | 동순라길과 직결 | 동순라길과 직결 | 동순라길과 직결  |
| --------------- | --------------- | --------------- | --------------- | ---------------- |
|                 | 창경궁로        | 종로구          | 종로1.2.3.4가동 | 교차로 이름 없음 |
|                 | 종로31길        | 종로구          | 종로5.6가동     | 교차로 이름 없음 |
| 효제초교앞      | 대학로          | 종로구          | 종로5.6가동     |                  |
|                 | 율곡로14길      | 종로구          | 종로5.6가동     | 교차로 이름 없음 |
| 종로39길        |                 | 종로구          | 종로5.6가동     | 교차로 이름 없음 |
| 충신시장입구    | 율곡로22길      | 종로구          | 종로5.6가동     |                  |
| 충신시장입구    | 종로39가길      | 종로구          | 종로5.6가동     |                  |
| 충신시장입구    | 종로41길        | 종로구          | 종로5.6가동     |                  |
|                 | 율곡로          | 종로구          | 종로5.6가동     | 교차로 이름 없음 |

## 주요 건물 및 시설
- 동산빌딩 (서울특별시 종로구 김상옥로 7)
- 대호빌딩 (서울특별시 종로구 김상옥로 17)
- 세원빌딩 (서울특별시 종로구 김상옥로 18)
- 세림빌딩 (서울특별시 종로구 김상옥로 24)
- 서울보증보험 (서울특별시 종로구 김상옥로 29)
- 한국기독교연합회관 (서울특별시 종로구 김상옥로 30)
- 연동교회 (서울특별시 종로구 김상옥로 37)
- 비젼빌딩 (서울특별시 종로구 김상옥로 69)